# Aphthona kurosawai
Aphthona kurosawai là một loài bọ cánh cứng trong họ Chrysomelidae. Loài này được Ohno miêu tả khoa học năm 1962.